# Aspergillus oryzae
Aspergillus oryzae (chinês: 麴菌, 麴霉菌, 曲霉菌, pinyin: qū meí jūn; japonês: 麹, kōji, ou 麹菌, kōji-kin, coreano: 누룩균, nurukgyun)  é um fungo filamentoso (um bolor). É utilizado nas culinárias chinesa e japonesa para a fermentação do feijão de soja. É também usado para sacarificar o arroz e outros cereais, e batatas na produção de bebidas alcoólicas como huangjiu, saquê, e shōchū, bem como na produção de vinagres de arroz. A domesticação de A. oryzae ocorreu há pelo menos dois mil anos.

## Genoma
Inicialmente mantido em segredo, o genoma de A. oryzae foi tornado público por um consórcio de companhias japonesas de biotecnologia  no final de 2005. Os oito cromossomas compreendem 37 milhões de pares de bases e uns estimados doze mil genes. Assim, o genoma de A. oryzae é maior em um terço do que os de duas outras espécies de Aspergillus; o organismo modelo Aspergillus nidulans e o perigoso patógeno humano Aspergillus fumigatus.  Crê-se que muitos dos genes extras de A. oryzae estejam relacionados com o metabolismo secundário. A estirpe sequenciada foi isolada em 1950 e é designada RIB40 ou ATCC 42149; a sua morfologia, crescimento, e produção enzimática são típicos das estirpes usadas na produção de saquê.